# Анджеј Баденски
Анджеј Станислав Боденски (пољ. Andrzej Stanisław Badeński; Варшава, 10. мај 1943 — Висбаден, 28. септембар 2008) је бивши пољски атлетичар специјалиста за трчање на 400 м. Освојич је бронзане медаљу на 400 метара на Летњим олимпијским играма 1964. и више медаља у тркама штафета. Двоструки је победник Европских дворанских првенстава на 400 метара 1968 и 1971.

## Каријера
Рођен је у Варшави. Био је члан атлетског клуба Легије из Варшаве.. На Европском првенству 1962. је завршио на шестом месту на 400 метара. Није освајао међународне медаље до бронзане медаље на 400 метара на Олимпијским играма 1964. На истим Играма завршио је на шестом месту са пољском штафетом 4 х 400 метара. Године 1966. на Европском првенству у Будимпешти је други у трци на 400 метара, иза земљака Станислава Грендзинског, и први са штафетом 4 к 400 метара у чијем саставу су поред њега били Јан Вернер, Едмунд Боровски и Станислав Гредзински.
После ових, највеће успехе је постигао Континенталним првенствима у дворани. На Европским играма у дворани 1967. такмичио се у мешовитој штафети (200+400+600+800 метара односно 1+2+3+4 круга), али нису завршили трку. а следеће године је на Европским играма у Мадриду са штафетом 4 х 2 круга освојио златну медаљу. На истим играма победио је и у појединачној конкуренцији. Две златне медаље освојио је и на Европским играма у дворани 1969 у Београду.
У свом другом учешћу на Летњим олимпијским играма 1968. у Мексику завршио је као седми на 400 метара. У трци штафета 4 х 400 м стигао је четврти, заједно са Станиславом Грендзинским, Јаном Балаховским и Јаном Вернером. Са истим саставом штафете завршио је као четврти на Европском првенству 1969. а у појединачној конкуренсцији је био шести. Следеће године на Европском првенству у дворани 1970. је освојио две сребрне медаље, појединачно и са штафетом На Европском дворанском првенству 1971 у обе дисциплине освојио је златне медаље, другу заједно са Валдемаром Корицким, Јаном Вернером и Јаном Балаховским. Са истим саставом штафете освојио је сребрну медаљу на Европском првенству 1971 и златну медаљу на Европском дворанском првенству 1972. Исте године на Олимпијским играма 1972. је стигао до полуфинала на 400 метара, а са штафетом је завршио као пети.
Првак Пољске на 400 метара је био 1962, 1963, 1964, 1965 и 1967 а 1971. је постао амерички првак у дворани у трци на 600 јарди. Лични рекорд на 400 метара 45,42 поставио је 1968. године.. По завршетку каријере године отишао је као посматрач на Светско првенство у фудбалу 1974. у Западној Немачкој и није вратио у Пољску. Убрзо затим завршио је филмску школу у Нирнбергу и постао тонац, што му је омогучило да ради на немачким ТВ станицама.
Умро је у Висбадену 28. септембра 2008. године.